# Pierre Duchemin
Pour les articles homonymes, voir Duchemin.
Pierre Duchemin, ou du Chemin, né le 2 mars 1725 à Remagne (duché de Luxembourg, Provinces-Unies) et mort le 1782 aux Indes orientales, est un officier général français, qui joue un rôle de premier plan dans la campagne des Indes dans le cadre de la guerre navale franco-anglaise (1778-1783).

## Biographie
Pierre Duchemin naît le 2 mars 1725 à Remagne (duché de Luxembourg, Provinces-Unies).
Il est le fils de Jacques Duchemin (vers 1680-1755), seigneur de Chenneville, capitaine commandant une compagnie franche d'infanterie de son nom au service de France,, chevalier de l'ordre royal et militaire de Saint-Louis, et de Marie Anne de Mathey (vers 1693-1781).
Son père l'initie tôt au métier des armes puisqu'il est Volontaire dans sa compagnie franche dès 1737.
Il prend part à la campagne de Bohême dans le cadre de la guerre de Succession d'Autriche et y est blessé en 1742.
Promu lieutenant en second en 1743, il devient capitaine réformé en 1744.
En décembre 1745 il entre comme capitaine en second dans le Corps des Volontaires royaux qui deviendra la Légion royale en mai 1758.
Le 10 juillet 1758 il est décoré chevalier de l'ordre royal et militaire de Saint-Louis.
Il est promu major de la Légion royale le 3 mai 1759, puis prend rang de lieutenant-colonel d'infanterie, dragons et hussards à compter du 13 août 1761,.
De 1757 à 1763, la Légion royale est engagée dans la guerre de Sept Ans en Hanovre, où il s'illustre notamment le 13 septembre 1760 en forçant, avec quelques dragons, l'ennemi à lui abandonner trois pièces de canon.
Ensuite, la Légion royale prend garnison dans différentes villes, et effectue une courte campagne en Corse en 1769 puis retourne à la vie de garnison, avant d'être dissoute en 1776. Il a notamment pour compagnons d'armes son frère Poncin de Chenneville et Jean-Louis de Gorcey.
En 1771, il est promu lieutenant-colonel de la Légion royale, puis prend rang de brigadier des armées du roi,.
Après le licenciement de la Légion royale en juillet 1776, il est affecté au régiment Royal dragons suivant son ancien chef de corps, le duc de Lauzun.
Il est ensuite nommé commandant général des troupes de Sa majesté à l'Isle de France (actuelle île Maurice).
En janvier 1781, maréchal de camp, il est envoyé aux Indes sous les ordres du bailli de Suffren, dans le cadre de la guerre navale franco-anglaise (1778-1783), et commande les forces terrestres,,,,,,,,,.
Le 10 mars 1782, maréchal des camps et armées du Roi, général des troupes françaises aux Indes orientales, à la tête d’une armée comportant 2 716 hommes, il débarque de l’escadre du bailli de Suffren à Porto-Novo,,,,,,,,,.
Le 3 avril 1782, les forces terrestres françaises débarquées, sous ses ordres, et avec l'appui des troupes de Haidar Alî, s'emparent du port de Gondelour où elles resteront en garnison,,,,,,,,,.
En mai 1782 il est atteint d'une grave maladie et meurt quelques mois plus tard, le 12 août 1782 selon certaines sources.

## États de services

### Grades
- Volontaire : 1737
- Lieutenant en second : 1er janvier 1743
- Capitaine réformé : 1er avril 1744
- Capitaine en second : 21 décembre 1745
- Major : 3 mai 1759
- Major avec rang de lieutenant-colonel : 13 août 1761
- Lieutenant-colonel : 1771
- Lieutenant-colonel avec rang de brigadier des armées du roi
- Maréchal de camp
- Maréchal des camps et armées du Roi

### Unités
- Compagnie franche d'infanterie Duchemin, son père : 1737-1745
- Corps des Volontaires Royaux (créé à partir des anciennes compagnies franches) : 1745-1758
- Légion royale (créée à partir du Corps des Volontaires Royaux) : 1758-1776
- Régiment Royal dragons : 1776-fin des années 1770
- Troupes de l'Isle de France : fin des années 1770-1780
- Forces terrestres de l'escadre de Suffren aux Indes : 1781-1782

## Vie privée
Il épouse en 1re noces le 3 août 1764 à Sarreguemines Antoinette Marguerite d'Hausen (1735-1765).
En 2e noces il se marie le 12 mai 1772 à Tronville avec Anne Charlotte du Tertre (née en 1753). De cette union naissent cinq enfants, d'où postérité.

## Décoration
- Chevalier de l'ordre royal et militaire de Saint-Louis (10 juillet 1758)[1],[24].